# ザ・ディリンジャー・エスケイプ・プラン

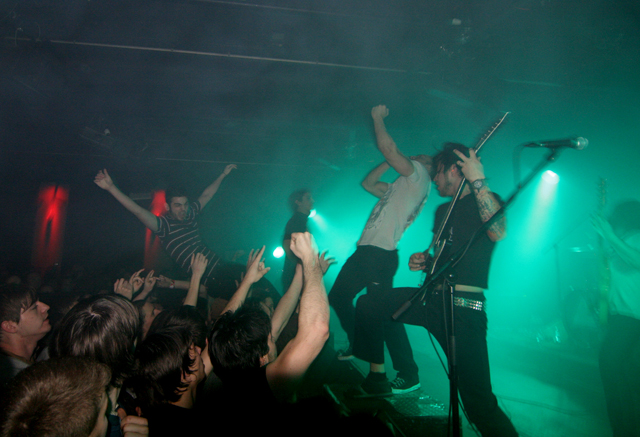
2008年ブダペストにて

ザ・ディリンジャー・エスケイプ・プラン（The Dillinger Escape Plan）は、アメリカのニュージャージー州モリスで1997年に結成されたハードコア・バンド。ボストンのコンヴァージ等と共に現在のハードコア・シーンを牽引する存在として知られる。バンド名はアメリカの有名な銀行強盗、ジョン・デリンジャーに由来する（Dillinger Escape Plan = デリンジャーの逃亡計画）。
初期は一般的なハードコアを演奏していたが、次第にジャズやフュージョン、エレクトロニカ等の要素を取り入れ、高度な技術をもって、展開の激しいマスコアを演奏するようになる。その前衛的な音楽性はハードコアファン以外からも注目を集めていた。2017年解散。2023年、デビューアルバム『カルキュレイティング・インフィニティー』25周年を記念し再結成。

## メンバー

### 現メンバー
- ベン・ワインマン (Ben Weinman) - ギター、プログラミング、バッキング・ボーカル (1997年-2017年、2023年-)

オリジナルメンバー。前身バンドArcaneのメンバー。ナイン・インチ・ネイルズやシステム・オブ・ア・ダウンのステージに飛び入りすることがある。2011年、マストドンのブレント・ヒンズ、元ジェーンズ・アディクションのエリック・アベリー、元マーズ・ヴォルタのトーマス・プリジェンらとスーパーグループ、ジラフ・タング・オーケストラを立ち上げた。
- ディミトリ・ミナカキス (Dimitri Minakakis) - ボーカル (1997年-2001年、2023年-)

オリジナル・メンバー。前身バンドArcaneのメンバー。ニュージャージー出身のギリシャ系移民。デザイナーの仕事に専念するため2001年に脱退した。『アイア・ワークス』のオープニングトラック「Fix Your Face」にゲスト・ボーカルで参加したほか、いくつかのアルバムのデザイン・アートワークも担当した。2023年の再結成時よりバンドに復帰。
- リアム・ウィルソン (Liam Wilson) - ベース (2000年-2017年、2023年-)
- ビリー・ライマー (Billy Rymer) - ドラム (2008年-2017年、2023年-)

サイドプロジェクトにNK（以前は「North Korea」というバンド名で活動していたが後に「NK」へと改名）がある。
- ジェイムス・ラヴ (James Love) - ギター (2004年-2006年、2012年-2015年、2024年-)

### 旧メンバー
- グレッグ・プチアート (Greg Puciato) - ボーカル (2001年-2017年)

元々はファンだった。激しいシャウトだけでなくクリーンヴォイスもこなす。ソウルフライのアルバム等、ゲスト参加も多い。2017年の解散時までバンドに在籍。
- クリス・ペニー (Chris Pennie) - ドラム、パーカッション (1997年-2007年)

オリジナル・メンバー。前身バンドArcaneのメンバー。現在はコヒード・アンド・カンブリアのメンバー。モダン・ドラマー・フェスティバル2010に出演した。
- ジョン・フルトン (John Fulton) - ギター (1997年-1999年)
- ジェフ・ウッド (Jeff Wood) - ベース (1999年-2000年)
- ブライアン・ベノワ (Brian Benoit) - ギター (1999年-2005年)
- ジェフ・タトル (Jeff Tuttle) - ギター、バッキング・ボーカル (2006年-2012年)
- アダム・ドール (Adam Doll) - ベース (1997-1999) エレクトロニカ (2001年-2002年) ※オリジナル・メンバー
- デレク・ブラントリー (Derek Brantley) - ギター (1997年) ※オリジナル・メンバー
- ギル・シャロン (Gil Sharone) - ドラム、パーカッション (2007年-2009年)
- ケビン・アントレシアン (Kevin Antreassian) - ギター (2015年-2017年)

## ディスコグラフィ

### スタジオ・アルバム
- 『カルキュレイティング・インフィニティー』 - Calculating Infinity (1999年)
- 『ミス・マシーン』 - Miss Machine (2004年)
- 『アイア・ワークス』 - Ire Works (2007年)
- 『オプション・パラリシス』 - Option Paralysis (2010年)
- 『ワン・オヴ・アス・イズ・ザ・キラー』 - One of Us Is the Killer (2013年)
- 『ディソシエーション』 - Dissociation (2016年)

### EP
- The Dillinger Escape Plan (1997年)
- 『アンダー・ザ・ランニング・ボード』 - Under The Running Board (1998年)
- Irony Is A Dead Scene (2002年) ※ボーカル不在の中、前作に伴うツアーも共に行ったミスター・バングルのボーカル、マイク・パットンを迎えて制作された4曲入りEP。エイフェックス・ツインの「Come To Daddy」のカバーを収録。
- Plagiarism (2006年)
- Instrumentalist (2017年)